# جين بروزاك
جين بروزاك (بالإنجليزية: Jenn Proske)‏ هي ممثلة كندية وأمريكية، ولدت في 8 أغسطس 1987 بتورونتو في كندا.

## أعمال

### أفلام
- (2010) فامبيرز ساك[4]

## وصلات خارجية
- جين بروزاك على موقع IMDb (الإنجليزية)
- جين بروزاك على موقع روتن توميتوز (الإنجليزية)
- جين بروزاك على موقع ألو سيني (الفرنسية)
- جين بروزاك على موقع أول موفي (الإنجليزية)
- جين بروزاك على موقع قاعدة بيانات الأفلام السويدية (السويدية)
- جين بروزاك على موقع قاعدة بيانات الفيلم (الإنجليزية)
- جين بروزاك على موقع كينوبويسك (الروسية)